# Luant
Luant ist eine französische Gemeinde mit 1.584 Einwohnern (Stand: 1. Januar 2022) im Département Indre in der Region Centre-Val de Loire; sie gehört zum Arrondissement  Châteauroux und zum Kanton Saint-Gaultier (bis 2015: Kanton Ardentes). Die Einwohner werden Launtais genannt.

## Geographie
Luant liegt etwa 14 Kilometer südwestlich von Châteauroux. Im Gemeindegebiet entspringt die Claise. Umgeben wird Luant von den Nachbargemeinden Niherne im Norden, Saint-Maur im Nordosten, Velles im Osten, Tendu im Süden, La Pérouille im Westen und Südwesten sowie Neuillay-les-Bois im Nordwesten.
Die Autoroute A20 begrenzt die Gemeinde im Osten. Durch das Ortsgebiet verläuft die Bahnstrecke Orléans–Limoges–Montauban mit einem Haltepunkt in Luant.

## Bevölkerungsentwicklung
| Jahr                      | 1962 | 1968 | 1975 | 1982 | 1990 | 1999 | 2006 | 2013 |
| Einwohner                 | 805  | 772  | 832  | 1029 | 1241 | 1280 | 1345 | 1469 |
| Quelle: Cassini und INSEE |      |      |      |      |      |      |      |      |

## Sehenswürdigkeiten

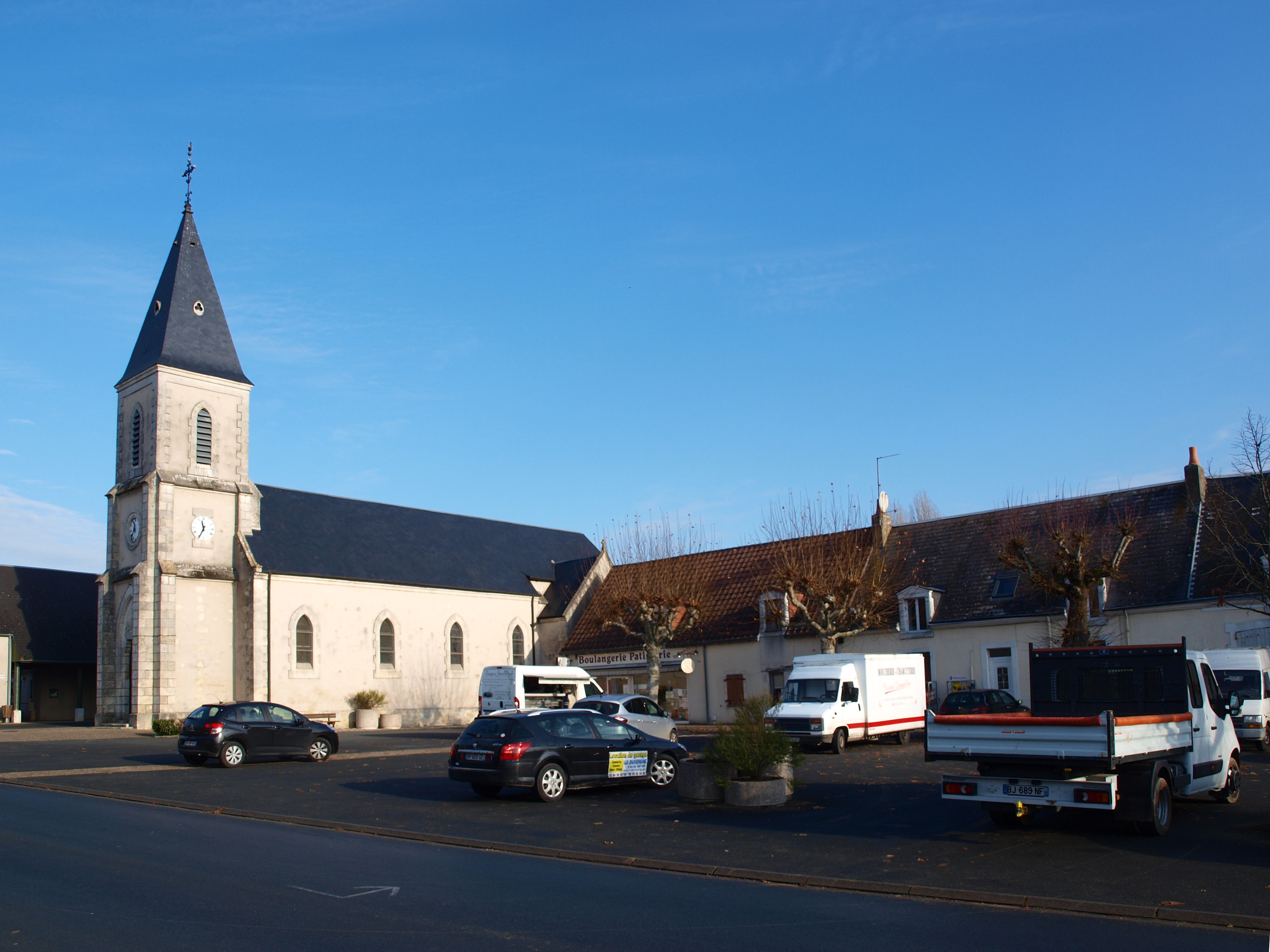
Kirche Saint-Jean-Baptiste

- Kirche Saint-Jean-Baptiste

## Persönlichkeiten
- Raymonde Vincent (1908–1985), Schriftstellerin